# Assi Basket Ostuni
L'Assi Basket Ostuni è stata una società di pallacanestro italiana con sede a Ostuni.
Fino alla stagione 2012-13, l'Ostuni Basket è stata una delle realtà più rappresentative del panorama cestistico pugliese.
Ha ottenuto nel campionato 2007-08 la promozione in serie A Dilettanti. 
Nel campionato 2010-11 conquista una storica promozione in LegaDue frutto di un ripescaggio dovuto al fatto di aver perso la finale playoff contro il Trapani basket.
Successivamente dopo un brillante campionato condotto con coach Marcelletti in panca, per difficoltà economiche dovrà ripartire dalla Divisione Nazionale B; attualmente milita in Serie C con la nuova denominazione Cestistica Ostuni.

## Storia

### Nascita
L'Assi Basket Ostuni viene fondata come Associazione Sportiva nel 1982 grazie alla passione di pochi ragazzi che tentano di introdurre nel panorama ostunese lo sport della pallacanestro a livelli agonistici. Le prime partite vengono disputate in campionati provinciali ma la passione dei cestisti ostunesi permette loro di compiere una veloce scalata verso il campionato nazionale di Serie C.

### Gli anni della serie C
Alla promozione in Serie C segue la costruzione del nuovo palazzetto che altro non era che un pallone tensostatico, qui l'Ostuni Basket gioca per una quindicina d'anni. In tutto questo periodo, la squadra e la società non si pongono mai l'obbiettivo della promozione e per quindici anni gioca il campionato di serie C1, senza mai retrocedere, accontentandosi delle posizioni di metà classifica. Nel frattempo nella Città Bianca la pallacanestro comincia ad attirare un pubblico sempre maggiore; le strutture giovanili reclutano un sempre maggior numero di ragazzi ponendo così le fondamenta per una nuova era.

### Gli anni della serie B
Il nuovo millennio a Ostuni parla di pallacanestro e la gente ormai è sempre più coinvolta: è inevitabile, quindi, che la società si ponga altri obiettivi. Nell'anno 2003 viene finalmente inaugurato il nuovo Palazzetto di Via della Sport e dalla stagione 2003-04 l'Ostuni Basket si insedia qui per tentare la scalata alla tanto aspirata serie B. Finalmente la promozione in B/2 arriva nell'anno 2005. I tre anni in B2 (o B Dilettanti) sono stati caratterizzati dalla continua ricerca della promozione, promozione che, come auspicato dal presidente Tanzarella, arriva tre anni dopo, nella stagione 2007-08 condotta con ottimi risultati. 

### La permanenza in A dilettanti e la promozione in Legadue
Per tre stagioni, l'Ostuni Basket ottiene ottime prestazioni in A Dilettanti, raggiungendo i playoff nella stagione 2009-10 e nella stagione 2010-11. Nella stagione 2010-11, l'Ostuni Basket raggiunge la fase finale dei play-off, perdendo la seconda finale promozione per 3-0 contro il Basket Trapani. Ma, a seguito di alcune esclusioni, fra cui proprio quella del Trapani, l'Ostuni Basket viene ripescato per la stagione 2011-2012 in LegaDue.

### La Legadue, la retrocessione in DNB e la scomparsa
Con alla guida Franco Marcelletti, l'Assi Basket Ostuni riesce a svolgere un brillante campionato di Legadue arrivando al nono posto, ultimo utile per disputare i Play Off promozione. In questi ultimi vedranno affrontarsi, in uno scontro quasi fratricida, la formazione giallo-blu e l'Enel Brindisi, con i brindisini usciti vittoriosi per tre incontri a zero (la stessa formazione verrà poi promossa in massima lega). L'estate successiva vedrà la società rinunciare alla Legadue e si vedrà iscritta d'ufficio in DNB. Il nuovo allenatore sarà Angelo "Lillino" Ciracì.
Nell'estate del 2013 la società rinuncia all'iscrizione alla DNB chiudendo di fatto la sua esistenza.

### Cestistica Ostuni
Il basket ostunese riparte con la Cestistica Ostuni dalla C regionale. La pallacanestro a Ostuni rinasce nel 2013 dopo una buona stagione in serie D, conclusa ai play-off, e il ripescaggio in serie C regionale. Fondata un anno prima da Giuseppe Tanzarella e Antonio Zurlo, la squadra unisce giovani appassionati del basket locale e riprende il ricco patrimonio sportivo della città. Il progetto tecnico è guidato dall'allenatore Beppe Vozza e dal capitano Mimmo Morena.

## Cronistoria
| Cronistoria dell'Assi Basket Ostuni |
| --- |
| - 1982: Nasce l'Associazione Sportiva Assi Basket Ostuni - 1982-90: Campionati Dil. - 1990-91: in Serie C - 1991-92: in Serie C - 1992-93: in Serie C - 1993-94: in Serie C - 1994-95: in Serie C - 1995-96: in Serie C - 1996-97: in Serie C - 1997-98: in Serie C - 1998-99: in Serie C - 1999-00: in Serie C - 2000-01: in Serie C - 2001-02: in Serie C - 2002-03: in Serie C - 2003-04: in Serie C - 2004-05: in Serie C - 2005-06: in Serie B2 - 2006-07: in Serie B2 - 2007-08: in Serie B2 - 2008: Diventa Società Sportiva Assi Basket Ostuni - 2008-09: 9° in Serie A dil. - 2009-10: 2° in Serie A dil. - 2010-11: 2° in Serie A dil. - 2011-12: 9° in LegaDue. Riparte dalla DNB. - 2012-13: in Divisione Nazionale B - 2013-2014 · si riparte dalla Cestistica Ostuni, fondata nel 2012. In Serie C regionale. |

## Roster 2012-2013
|    | Naz.                 | Ruolo | Sportivo          | Anno | Alt. |  |  |
| -- | -------------------- | ----- | ----------------- | ---- | ---- |  |  |
| 6  | Italia (bandiera)    | G     | Mirko Zito        | 1995 | 175  |  |  |
| 20 | Argentina (bandiera) | A     | Duilio Birindelli | 1984 | 200  |  |  |
| 7  | Italia (bandiera)    | C     | Domenico Morena   | 1970 | 210  |  |  |
| 5  | Italia (bandiera)    | P     | Alberto Mabilia   | 1993 | 176  |  |  |
| 17 | Italia (bandiera)    | G     | Davide Bonacini   | 1990 | 190  |  |  |
| 18 | Italia (bandiera)    | A     | Pierluca Proto    | 1995 | 200  |  |  |
| 13 | Italia (bandiera)    | A     | Andrea Bartolucci | 1985 | 200  |  |  |
| 9  | Italia (bandiera)    | A     | Diego Nata        | 1993 | 196  |  |  |
| 8  | Italia (bandiera)    | G     | Ludovico Margio   | 1991 | 188  |  |  |
| 14 | Italia (bandiera)    | A     | Gabriele Fin      | 1990 | 195  |  |  |

### Staff tecnico
| Allenatore: | Giuseppe Vozza |

## Cestisti

### Formazioni e giocatori del passato
- Roster 2011-2012

|    | Naz.                   | Ruolo | Sportivo              | Anno | Alt. |  |  |
| -- | ---------------------- | ----- | --------------------- | ---- | ---- |  |  |
| 0  | Italia (bandiera)      | C     | Antonio Semerano      | 1993 | 200  |  |  |
| 4  | Bulgaria (bandiera)    | G     | Georgi Sirakov        | 1992 | 185  |  |  |
| 6  | Slovenia (bandiera)    | G     | Jaka Klobučar         | 1987 | 198  |  |  |
| 8  | Lettonia (bandiera)    | GA    | Mareks Jurevičus      | 1985 | 196  |  |  |
| 12 | Stati Uniti (bandiera) | AC    | Dane Robert Diliegro  | 1988 | 202  |  |  |
| 13 | Italia (bandiera)      | C     | Francesco Basei       | 1983 | 205  |  |  |
| 14 | Italia (bandiera)      | G     | Ludovico Margio       | 1991 | 188  |  |  |
| 15 | Italia (bandiera)      | C     | Tommaso Rinaldi       | 1985 | 206  |  |  |
| 17 | Italia (bandiera)      | AC    | Giovanni Carenza      | 1988 | 202  |  |  |
| 20 | Italia (bandiera)      | AC    | Marco Rossetti        | 1980 | 204  |  |  |
| 21 | Stati Uniti (bandiera) | P     | Aaron Westley Johnson | 1988 | 172  |  |  |
| 5  | Stati Uniti (bandiera) | P     | Jason Williams        | 1983 | 197  |  |  |

- Staff tecnico

| Allenatore: | Franco Marcelletti |
| Assistente: | Enrico Curiale     |

- Roster 2010-2011

|    | Naz.                 | Ruolo | Sportivo          | Anno | Alt. |  |  |
| -- | -------------------- | ----- | ----------------- | ---- | ---- |  |  |
| 5  | Italia (bandiera)    | PG    | Marco Bona        | 1989 | 192  |  |  |
| 6  | Italia (bandiera)    | P     | Claudio Tommasini | 1991 | 189  |  |  |
| 7  | Italia (bandiera)    | C     | Domenico Morena   | 1970 | 210  |  |  |
| 8  | Argentina (bandiera) | AG    | Silvio Gigena     | 1975 | 200  |  |  |
| 11 | Italia (bandiera)    | AP    | Gabriele Fin      | 1990 | 200  |  |  |
| 13 | Italia (bandiera)    | C     | Francesco Basei   | 1983 | 203  |  |  |
| 15 | Argentina (bandiera) | AP    | Mario Gigena      | 1977 | 201  |  |  |
| 17 | Italia (bandiera)    | P     | Valerio Circosta  | 1987 | 191  |  |  |
| 19 | Senegal (bandiera)   | AG    | Yandè Fall        | 1980 | 202  |  |  |
| 20 | Italia (bandiera)    | PG    | Antonio Ruggiero  | 1981 | 190  |  |  |

- Staff tecnico

| Allenatore: | Giovanni Putignano |
| Assistente: | Enrico Curiale     |

- Roster 2009-2010

|    | Naz.                  | Ruolo | Sportivo           | Anno | Alt. |  |  |
| -- | --------------------- | ----- | ------------------ | ---- | ---- |  |  |
| 5  | Italia (bandiera)     | P     | Tommaso Rossetti   | 1988 | 182  |  |  |
| 7  | Italia (bandiera)     | C     | Domenico Morena    | 1970 | 210  |  |  |
| 8  | Italia (bandiera)     | PG    | Danilo Gallerini   | 1980 | 196  |  |  |
| 9  | Italia (bandiera)     | G     | Cosimio Fontani    | 1989 | 195  |  |  |
| 10 | Montenegro (bandiera) | PG    | Dusan Stijepovic   | 1988 | 192  |  |  |
| 11 | Italia (bandiera)     | AP    | Andrea Pilotti     | 1980 | 196  |  |  |
| 12 | Italia (bandiera)     | AG    | Riccardo Strivieri | 1989 | 198  |  |  |
| 15 | Italia (bandiera)     | A     | Francesco Amoroso  | 1978 | 202  |  |  |
| 16 | Italia (bandiera)     | P     | Nicola Basanisi    | 1976 | 185  |  |  |
| 19 | Italia (bandiera)     | C     | Salvatore Orlando  | 1980 | 202  |  |  |
| 20 | Italia (bandiera)     | PG    | Antonio Ruggiero   | 1981 | 190  |  |  |
| 21 | Italia (bandiera)     | PG    | Gianluca Marseglia | 1993 | 190  |  |  |

- Staff tecnico

| Allenatore: | Giovanni Putignano |
| Assistente: | Enrico Curiale     |

- Roster 2008-2009

|    | Naz.                 | Ruolo | Sportivo           | Anno | Alt. |  |  |
| -- | -------------------- | ----- | ------------------ | ---- | ---- |  |  |
| 4  | Brasile (bandiera)   | A     | Claudio Negri      | 1985 | 189  |  |  |
| 5  | Italia (bandiera)    | P     | Stefano Gentile    | 1989 | 191  |  |  |
| 7  | Italia (bandiera)    | C     | Domenico Morena    | 1970 | 210  |  |  |
| 8  | Italia (bandiera)    | A     | Luigi Selicato     | 1988 | 196  |  |  |
| 9  | Italia (bandiera)    | G     | Paolo Della Corte  | 1970 |      |  |  |
| 10 | Italia (bandiera)    | G     | Riccardo Romano    | 1984 | 192  |  |  |
| 11 | Argentina (bandiera) | P     | Fernando Labella   | 1971 | 186  |  |  |
| 12 | Italia (bandiera)    | GA    | Antonio Caloia     | 1989 | 195  |  |  |
| 13 | Italia (bandiera)    | C     | Andrea Camata      | 1973 | 214  |  |  |
| 14 | Italia (bandiera)    | A     | Donato Avenia      | 1966 | 200  |  |  |
| 17 | Italia (bandiera)    | GA    | Daniele Bonessio   | 1988 | 199  |  |  |
| 18 | Italia (bandiera)    | PG    | Gianluca Marseglia | 1993 | 190  |  |  |

- Staff tecnico

| Allenatore: | Giovanni Putignano |
| Assistente: | Enrico Curiale     |

## Dirigenza
- Presidente onorario: Vitantonio Tanzarella
- Presidente:
- Amministratore delegato e Team manager: Simone Geri
- Direttore sportivo: Enrico Marseglia
- Addetto stampa: Francesco Pecere